# Hu Jie
Hu Jie (en chinois : 胡杰), né en 1958 à Jinan dans la province du Shandong, est un ancien journaliste chinois, peintre de formation et cinéaste indépendant.
Il se décrit lui-même comme un archéologue sur l’histoire de la Chine, du Grand Bond en avant, de la « Campagne anti-droitière » et de la Révolution culturelle, périodes que « l’histoire officielle occulte ou réécrit pour dédouaner la responsabilité des dirigeants chinois ».
« Avec des moyens techniques et financiers extrêmement réduits, Hu Jie enregistre et restitue depuis vingt ans les témoignages de ceux qui ont vécu le maoïsme, bien souvent des personnes âgées et marquées. »

## Œuvres
- 《寻找林昭的灵魂》 (« À la recherche de l‘âme de LinnZhao »), 2004. Ce documentaire évoque l'écrivaine et poète communiste Lin Zhao exécutée en 1968, lors de la Révolution culturelle[4].
- 《我虽死去》, (« Même si je suis parti ») 2006[5], évoquant Bian Zhongyun, considérée comme la première victime des gardes rouges le 5 août 1966 au début de la Révolution culturelle.
- Spark, 2013

## Reconnaissance
En 2018, la cinéaste italienne Rita Andreeti réalise sur lui un film documentaire, L'Observateur, qui obtient un prix au festival Les Écrans de Chine, en octobre 2018.